# إغناثيو فاريلا
إغناثيو فاريلا (بالإسبانية: Ignacio Varela)‏ (20 يوليو 1990 في الأرجنتين - ) هو لاعب كرة قدم أرجنتيني في مركز الهجوم.

## وصلات خارجية
- إغناثيو فاريلا على موقع قاعدة بيانات كرة القدم.إي يو (الإنجليزية)
- إغناثيو فاريلا على موقع Soccerway.com (الإنجليزية)